# 香港藝穗民化節
香港藝穗民化節（英語：Hong Kong People's Fringe Festival）是香港一個一年一度為期一個月的開放式多元藝術節，「藝民節」從2012年由民間發起，由香港藝穗民化協會作為發起人，在香港42個不同的非正式場地進行了由50多個團體舉辦的72個節目香港藝穗民化節官方網頁之藝穗民化 。藝民節不設審查，任何人都可以參加。

## 源起
香港藝穗民化節的發起人是舞台導演陳曙曦、編舞音樂人莫蔓茹、作曲結他手陳偉發和燈光設計師/電影人馮國基。在一次到英國愛丁堡藝穗節的體驗後，四位友人考慮在香港舉辦一個類似可以涵蓋所有藝術範疇的藝穗節，亦可以藉此與其他小型演出場地聯網。香港藝穗民化協會於是誕生了，從2011年11月公告天下到正式節期(2013年11月23日至12月15日)只銷一年時間。舞台導演及設計師何應豐為藝民節設計首個標誌。

## 口號
- 2015 自由活化‧遍城開花！
- 2014 空間革命‧自由視聽！
- 2013 空間‧想像‧自由‧飛翔！
- 2012 民間起動‧起動民間！

## 節目分類
每年不同，有劇場作品、舞蹈及形體劇場、音樂、環境劇場、兒童節目、詩歌及文學、節中節、工作坊及講座、視覺藝術及其它。2013年增加了音樂+舞蹈這個分類。2014年增設了偶戲一項，但取消了節中節、詩歌與文學及音樂+舞蹈。

## 場地
場地種類之多令藝民節與其他主流藝術節有著明顯的分野，2012年第一屆藝民節共有42個另類場地，其中包括排練場、黑盒劇場、音樂展演場地、書店、裁縫店、咖啡店、髮廊、畫廊、天台、沙灘，還有在街上。

## 網上售票系統
香港藝穗民化節最初只指望研究出一個簡單的網上留座系統，及至後來正要放棄之際，在首屆出現全新網上售票系統，並在2012年11月已準備進入測試階段，正好在藝民節期間進行全面測試，解決小型表演場地及小型製作的售票問題。第二屆藝民節期間Civiltix繼續是大會指定售票網，觀眾可以信用卡在網上購票。到了2014年第三屆藝民節，大會與Art-mate售票平台成為夥伴，部分參節團體選用Art-mate代售門票。

## 外部連結
香港藝穗民化節官方網頁 
- 首屆香港藝穗民化節  在街角與藝術偶遇[永久]
- 情迷舞台 - 魏綺珊 香港藝穗民化節	 （页面存档备份，存于）
- 香港電台 演藝風流 ~ 香港藝穗民化節 （页面存档备份，存于）